# Marianna Tavrog
Marianna Elizarovna Tavrog (em russo: Марианна Елизаровна Таврог; Taganrog, 16 de janeiro de 1921 — Moscou, 11 de junho de 2006) foi uma documentarista e diretora russa-soviética.
Nascida numa família judia, Tavrog estudou em sua cidade natal, Taganrog, e em Moscovo. Posteriormente, com o início da Segunda Guerra Mundial, evacuou-se para Almati, no Cazaquistão e integrou o Instituto Gerasimov de Cinematografia. Mais tarde, retornou para a capital russa.
Tavrog desempenhou uma função significativa no âmbito de documentários, nos quais abordava temas sobre arte e literatura. Em 1983, foi agraciada "Artista Homenageada da RSFSR", título honorífico estadual concedido pelo Supremo da Federação Soviética.

## Obra selecionada
- S Andreenko (2008). Таганрог : энциклопедия/Taganrog : ėnt︠s︡iklopedii︠a︡. [S.l.]: Anton. ISBN 978-5-88040-064-5